# Аль-Ватван
«Аль-Ватван» (араб. الوطن) — коморська щоденна газета, що видається французькою та арабською мовами, зі штаб-квартирою в Мороні, Коморські Острови.